# Новожеевка (Брянская область)
Новожеевка — хутор в Лутенском сельском поселении Клетнянского района Брянской области России.

## География
Расположен в 3 км к северо-западу от деревни Старая Мармазовка.

## История
Колхоз «Красный стрелок». До 1962 и в 1986—2005 в Старомармазовском сельсовете; в 1962—1964 в Алексеевском, в 1964—1986 в Лутенском сельсовете.

## Население
| 2010 | 2013 |
| ---- | ---- |
| 9    | ↘7   |